# Брожки
Брожки (укр. Брожки) — село в Яворовской городской общине Яворовского района Львовской области Украины.
Население по переписи 2001 года составляло 268 человек. Занимает площадь 0,56 км². Почтовый индекс — 81034. Телефонный код — 3259.